# 塚本一平
塚本 一平（つかもと いっぺい、1970年1月25日 - ）は、日本のフリーアナウンサー、ゴルフ指導者。

## 来歴
愛知県出身。愛知県立西尾高等学校、関西学院大学文学部教育学科を卒業した。
大学を卒業後の1992年4月、福井放送（FBC）に入社した。報道制作局制作部に配属され、同局のアナウンサー兼ディレクターになる。同局には2000年7月まで在籍した。
退社後、2000年11月に渡米した。パームスプリングスゴルフアカデミー (PSGA) に入社し、通訳の仕事をしながらゴルフ理論を習得する。2001年2月にはゴルフティーチングのプロ資格である USGTF (United States Golf Teachers Federation) を取得し、人を指導する立場になる。それから5か月でPSGAを退社し、ロサンゼルスでゴルフを中心とする活動を展開する。また、2001年9月から2002年11月までブリッジUSAラジオステーション（南カリフォルニア地区在住者向けの日本語ラジオ局）の契約アナウンサーも務めていた。
2005年4月に帰国し、同年5月からツーサムゴルフスタジオの講師を務めている。日本でもアナウンサーとしての活動を続けており、2009年からは生島企画室（現在のFIRST AGENT）と業務提携という形を取っていたが、後にヴォイスガレージ所属となる。

## 出演

### 福井放送
- ラジオ夕刊
- サン・サン・サンデー太陽がいっぺい（ラジオ、1994年4月 - 1996年3月）
- スポーツ中継[1]

### フリー転向後
- テレビCM「東京ドームから・夏のワンセグ」編 3バージョン（KDDI、2007年6月・7月・8月）
- 美味！絶景！ふるさと自慢 冬のみちのく爆笑ぶらり旅（フジテレビ、2012年1月7日） - ナレーター[1]